# Pak Chol-ryong
Pak Chol-ryong est un footballeur international nord-coréen né le 3 novembre 1988. Il évolue au poste de défenseur avec le club suisse du FC Concordia Bâle.

## Biographie
En 2005, Pak joue avec le Kigwancha Club, et il sélectionné pour la Coupe du monde des moins de 17 ans organisée au Pérou. Lors de cette compétition, il dispute un match face à la Côte d'Ivoire.
En 2008, il réalise ses débuts en sélection nationale et il devient avec Kim Kuk-jin, le premier joueur nord-coréen à être recruté par un club d'Europe de l'ouest, lorsqu'ils arrivent tous les deux en Challenge League suisse, au FC Concordia Bâle.